# South Eldon River
Der South Eldon River ist ein Fluss im Westen des australischen Bundesstaates Tasmanien. 

## Geografie
Der rund 23 Kilometer lange South Eldon River entspringt an den Südwesthängen des High Domes im Zentrum des Cradle-Mountain-Lake-St.-Clair-Nationalparks und fließt nach Westen am Südrand der Eldon Range entlang. Im Südwesten des Nationalparks, an der Nordspitze des Lake Burbury, bildet er zusammen mit dem Eldon River den King River.